# Liste der Biografien/Martin, A
Liste der Biografien |
Portal Biografien |
A Personensuche
# |
A |
B |
C |
D |
E |
F |
G |
H |
I |
J |
K |
L |
M |
N |
O |
P |
Q |
R |
S |
T |
U |
V |
W |
X |
Y |
Z |
?
 
Ma |
Mb |
Mc |
Md |
Me |
Mf |
Mg |
Mh |
Mi |
Mj |
Mk |
Ml |
Mm |
Mn |
Mo |
Mp |
Mq |
Mr |
Ms |
Mt |
Mu |
Mv |
Mw |
Mx |
My |
Mz
 
Maa |
Mab |
Mac |
Mad |
Mae |
Maf |
Mag |
Mah |
Mai |
Maj |
Mak |
Mal |
Mam |
Man |
Mao |
Map |
Maq |
Mar |
Mas |
Mat |
Mau |
Mav |
Maw |
Max |
May |
Maz
 
Mara |
Marb |
Marc |
Mard |
Mare |
Marf |
Marg |
Marh |
Mari |
Marj |
Mark |
Marl |
Marm |
Marn |
Maro |
Marp |
Marq |
Marr |
Mars |
Mart |
Maru |
Marv |
Marw |
Marx |
Mary |
Marz
 
Marta |
Marte |
Marth |
Marti |
Martj |
Martl |
Martm |
Martn |
Marto |
Martr |
Marts |
Martt |
Martu |
Martw |
Marty |
Martz
 
Martia |
Martic |
Martie |
Martig |
Martik |
Martil |
Martim |
Martin |
Martir |
Martis |
Martit |
Martiu |
Martiv
 
Martin, A |
Martin, B |
Martin, C |
Martin, D |
Martin, E |
Martin, F |
Martin, G |
Martin, H |
Martin, I |
Martin, J |
Martin, K |
Martin, L |
Martin, M |
Martin, N |
Martin, O |
Martin, P |
Martin, Q |
Martin, R |
Martin, S |
Martin, T |
Martin, U |
Martin, V |
Martin, W |
Martin, Z |
Martina |
Martinb |
Martinc |
Martind |
Martine |
Marting |
Martinh |
Martini |
Martinj |
Martink |
Martino |
Martinp |
Martins |
Martinu |
Martiny |
Martinz
Die Liste der Biografien führt alle Personen auf, die in der deutschsprachigen Wikipedia einen Artikel haben. Dieses ist eine Teilliste mit 56 Einträgen von Personen, deren Namen mit den Buchstaben „Martin, A“ beginnt.

## Martin, A

### Martin, Ab
- Martin, Abby (* 1984), US-amerikanische Journalistin und politische AktivistinAbby Martin (* 1984)

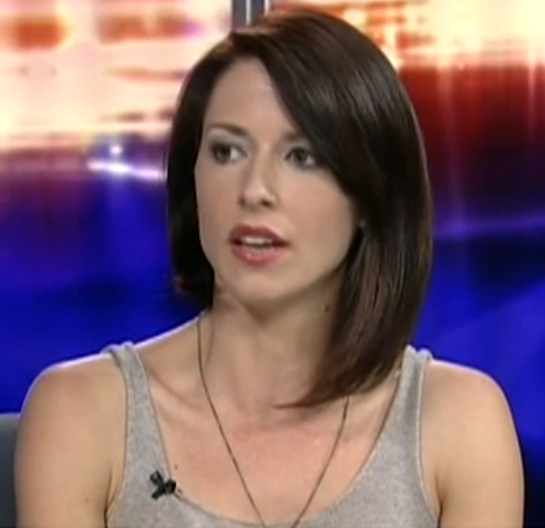
Abby Martin (* 1984)

### Martin, Ad
- Martin, Adam (1760–1819), deutscher Hofrat und Advokat
- Martin, Adam (1777–1839), deutscher Bürgermeister und Politiker
- Martin, Adam (* 1994), US-amerikanischer Skilangläufer
- Martin, Adolph (* 1822), deutscher Mediziner
- Martín, Adriana (* 1986), spanische Fußballspielerin

### Martin, Ag
- Martin, Agnes (1912–2004), kanadisch-US-amerikanische Künstlerin

### Martin, Al
- Martin, Alan D. (* 1937), britischer Physiker
- Martin, Alastair (1915–2010), US-amerikanischer Tennisspieler und Präsident der USTA
- Martin, Albert, britischer Segler
- Martin, Albert (* 1949), deutscher Wirtschaftswissenschaftler
- Martín, Alberto (* 1978), spanischer Tennisspieler
- Martin, Albrecht (1927–2014), deutscher Pädagoge und Politiker (CDU), MdL, rheinland-pfälzischer Landesminister, Präsident des Landtags
- Martin, Alexander (1740–1807), britisch-amerikanischer Politiker und der Gouverneur von North Carolina
- Martin, Alexander (* 1965), deutscher Mathematiker
- Martin, Alexandre (1815–1895), französischer Politiker
- Martin, Alexandrea (* 1973), US-amerikanische Schauspielerin und Filmproduzentin
- Martin, Alexis (1834–1904), französischer Schriftsteller
- Martin, Alfred (1874–1939), deutscher Arzt und Heimatforscher
- Martin, Alfred (1908–1977), deutscher Polizeibeamter
- Martin, Alfred (* 1915), deutscher Oberst der Bundeswehr
- Martin, Alfred von (1882–1979), deutscher Soziologe und Historiker
- Martin, Allan (1873–1906), schottischer Fußballspieler
- Martin, Aloys (1818–1891), deutscher Anästhesist und Gerichtsmediziner
- Martin, Alphonse (1884–1947), kanadischer Organist, Pianist und Musikpädagoge
- Martín, Álvaro (* 1994), spanischer Geher
- Martin, Alvin (* 1958), englischer Fußballspieler und -trainer

### Martin, An
- Martin, Andra (1935–2022), US-amerikanische Schauspielerin
- Martin, André (1912–1995), Schweizer Politiker (FDP)
- Martin, André (1929–2020), französischer theoretischer Elementarteilchenphysiker
- Martin, Andrea (* 1947), US-amerikanische Schauspielerin und Komödiantin
- Martin, Andreas (* 1952), deutscher Schlagersänger, Komponist und MusikproduzentAndreas Martin (* 1952)

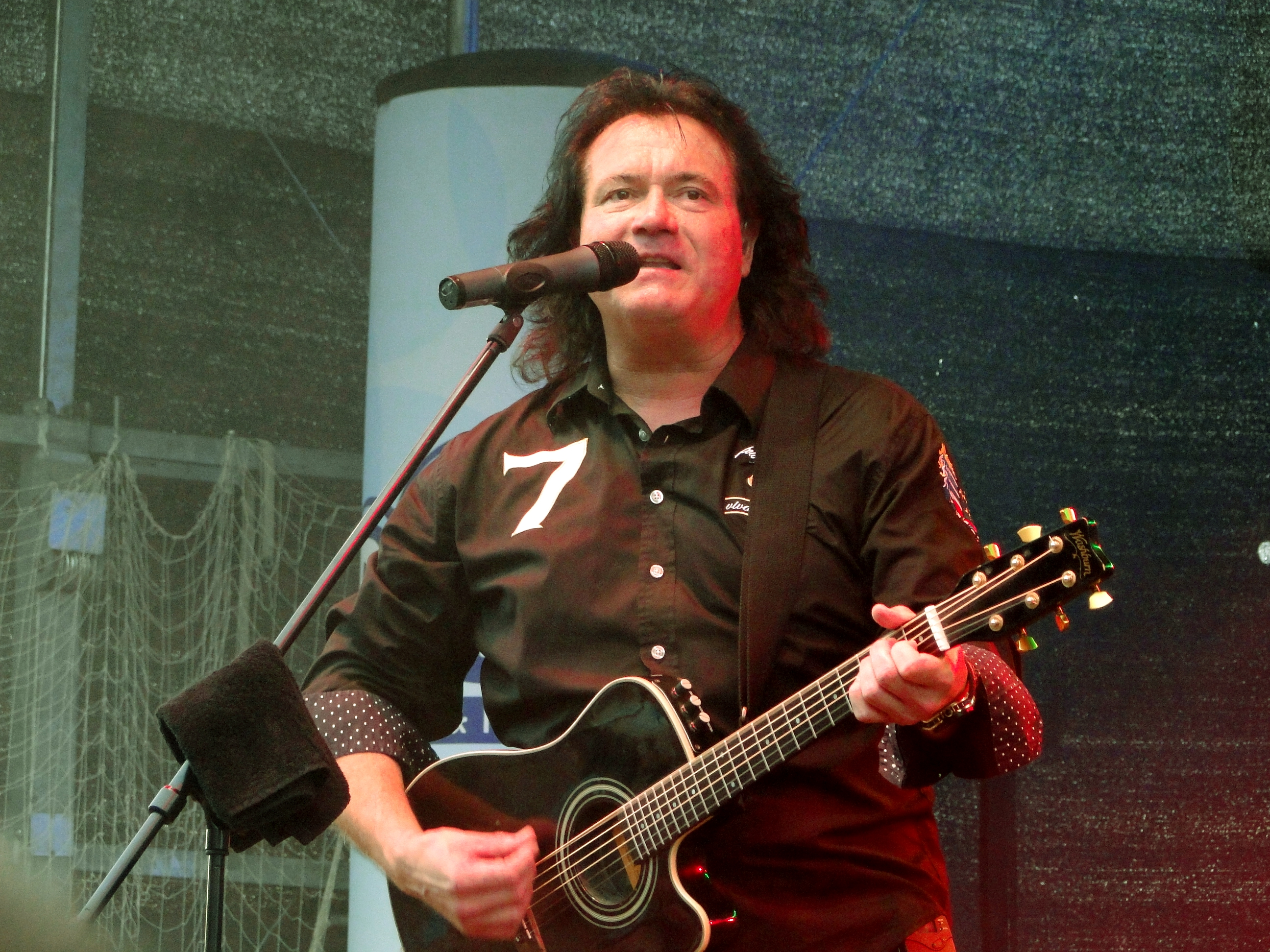
Andreas Martin (* 1952)

- Martin, Andreas (* 1956), deutscher Kettensägenschnitzer
- Martin, Andreas (* 1963), deutscher Lautenist
- Martin, Andrej (* 1989), slowakischer Tennisspieler
- Martin, Andres (* 2001), US-amerikanischer Tennisspieler
- Martin, Andrew (* 1957), englischer Schachspieler
- Martin, Andrew (* 1962), britischer Schriftsteller
- Martin, Andrew (* 1964), US-amerikanischer Politiker
- Martin, Andrew (* 1987), englischer Badmintonspieler
- Martin, Andy (* 1960), US-amerikanischer Jazz- und Studiomusiker (Posaune)
- Martin, Anna (1843–1925), deutschamerikanische Bankerin und erste Bankpräsidentin Amerikas
- Martin, Anna (1887–1975), Schweizer Frauenrechtlerin
- Martin, Anna Maxwell (* 1977), englische SchauspielerinAnna Maxwell Martin (* 1977)

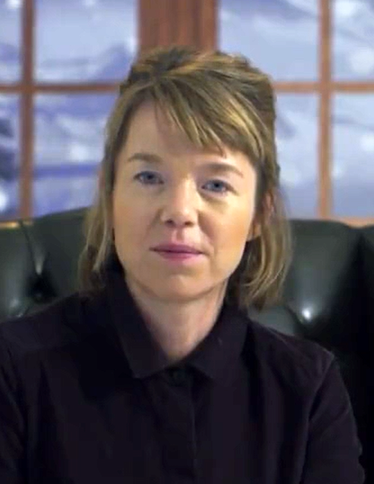
Anna Maxwell Martin (* 1977)

- Martin, Anne-Marie (* 1957), kanadische Schauspielerin
- Martin, Annie (* 1981), kanadische Beachvolleyballspielerin
- Martin, Anselm (1807–1882), deutscher Tokologe und Hochschullehrer
- Martin, Anton Georg († 1882), österreichischer Fotograf, Bibliothekar, Physiker und Techniker
- Martin, Anton Rolandsson (1729–1785), schwedischer Polarforscher und Botaniker

### Martin, Ar
- Martin, Arch (1931–2009), US-amerikanischer Jazzposaunist
- Martin, Archer J. P. (1910–2002), britischer Chemiker und Nobelpreisträger
- Martin, Ariane (* 1960), deutsche Germanistin
- Martin, Artemas (1835–1918), US-amerikanischer Mathematiker

### Martin, As
- Martin, Asa (1900–1979), US-amerikanischer Old-Time-Musiker

### Martin, Au
- Martin, August (1847–1933), deutscher Gynäkologe und Geburtshelfer
- Martin, Augustus N. (1847–1901), US-amerikanischer Politiker